# Jean Ier de Forez
 (février 2020).
Si vous disposez d'ouvrages ou d'articles de référence ou si vous connaissez des sites web de qualité traitant du thème abordé ici, merci de compléter l'article en donnant les références utiles à sa vérifiabilité et en les liant à la section « Notes et références ».
Jean Ier de Forez, né vers 1275 et mort le 3 juillet 1333, est comte de Forez de 1278 à sa mort. 
Issu d’une branche cadette de la maison d’Albon (présente dans le Dauphiné et le Viennois), il joue un rôle central dans le rattachement de Lyon dans le royaume de France en 1312, dans l’accession à la régence de Philippe de Poitiers en 1316, ainsi que dans l’organisation du conclave à Lyon la même année au cours de laquelle le pape Jean XXII est élu. Au cours de l'année 1317, il est présent au conseil du roi et devient une figure incontournable à partir du règne de Philippe V le Long. La salle héraldique de la Diana à Montbrison aurait été bâtie sous son autorité,.

## Une jeunesse sous tutelle
Jean Ier de Forez est le fils de Guigues VI de Forez (1270-1278) et de Jeanne de Montfort de Castres, dame (sans doute douairière) de Chambéon. Durant sa jeunesse, il est placé sous la tutelle d’Hugues de Boissonnelle, qui est plus tard accusé de malversations, de Gui de Lévis, maréchal en Albigeois, et de sa mère régente, décédée en 1300,.
Après son émancipation en 1290 dans sa quinzième année, il se marie en 1296 avec sa cousine Alix de La Tour-du-Pin (Dauphins du Viennois), qui lui apporte en dot de façon pérenne le Forez viennois, c'est-à-dire les régions de Bourg-Argental et de Pélussin.
Selon l’hypothèse la plus probable (d’après le chanoine de Montbrison Jean de La Mure), la salle héraldique de la Diana aurait été construite à cette période, soit en 1290, soit en 1296, pour son émancipation et/ou son mariage,.
Veuf deux fois, il se remarie en 1311 avec Eléonore de Savoie, fille d'Amédée V de Savoie et vers 1324 avec Laure de Savoie, fille de Louis Ier de Vaud. 

## Un ardent promoteur de l’autorité royale
À vingt-et-un ans, il apporte son soutien à son suzerain Philippe IV le Bel lors du siège de Lille (1296) pendant les campagnes de Flandres, qui souhaitait alors annexer la ville au domaine royal. Homme de guerre, il se fait connaître.
Incorporant dans son domaine féodal la baronnie de Thiers en 1301, Jean Ier s’arroge aussi des terres plus lointaines au gré de ses nombreux voyages. Vers 1312-1313, alors qu’il accompagne l’empereur Henri VII de Luxembourg dans son expédition militaire contre les Guelfes en Italie,, il obtient un fief lombard, Soncino, près de Crémone. Cette seigneurie est ainsi restée un certain temps aux mains des comtes du Forez. Chevalier aventureux et habile diplomate, il en profite pour représenter à plusieurs reprises le royaume de France à la cour papale, et prend part aux ambitions politiques de la maison de Savoie.
À la même époque (vers 1310-1311), il gagne en envergure en apportant son soutien au roi de France lors des tractations avec les bourgeois de Lyon révoltés contre l’archevêque Pierre de Savoie, qui aboutissent alors au rattachement de la ville d’Empire le 10 avril 1312 lors du traité de Vienne.
De la mort de Philippe IV le Bel en 1314 résulte un réveil des velléités seigneuriales et de fortes tensions politiques dans le royaume de France. Dès 1316, son fils aîné Louis X le Hutin meurt, laissant enceinte sa veuve, Clémence de Hongrie. Alors que Charles de Valois et Eudes de Bourgogne revendiquent eux aussi la régence, Jean Ier se rallie avec succès au parti du frère cadet, Philippe de Poitiers (le futur Philippe V), qui est à ce moment à Lyon. Ses liens familiaux avec les Dauphins du Viennois, qui étaient en effet en bons termes avec le régent, explique son positionnement politique.
Le 16 juin 1316, le comte du Forez est donc le premier important seigneur à prêter hommage au régent Philippe, le reconnaissant ainsi comme le détenteur légitime de l’autorité royale. Puis, il se rend utile en organisant le conclave des cardinaux à Lyon, dans l’optique de trouver un pape rapidement après deux ans d’enlisement entre les partisans de Rome et ceux d’Avignon. Mis sous pression, les prélats élisent finalement le cardinal Duèze, qui s'installe au Palais des Papes à Avignon sous le nom de Jean XXII.
Politique influent et estimé par ses pairs, il est le premier comte du Forez à posséder un hôtel à Paris, tout en siégeant au conseil privé du roi de 1317 jusqu’à sa mort en 1333. En effet, plus tard, la royauté le gratifie de l'hôtel Saint-Marcel, rue de la Harpe, pour le remercier de ses services. En 1317, il est envoyé au nom du nouveau roi Philippe V à Toulouse pour présider les Grands-Jours du Languedoc. Épris de justice et fidèle à l’autorité royale, il n’hésite pas à faire un temps incarcérer son fils (1320), qui avait agressé avec d’autres à Paris un bourgeois anobli, même si celui-ci est en fin de compte gracié sous réserve qu'il fasse amende honorable.
Plus tard, proche conseiller du roi au début du règne de Philippe VI de Valois, il préside le Parlement de Paris et la Chambre des comptes lors du procès du maître des monnaies Raymond Ferrand, qu’il fait condamner en 1333. Il meurt peu après, et son fils Guigues VII lui succède dans un contexte de crise de succession sur le trône de France après la mort de Charles IV (1328), dernier capétien direct. La guerre de Cent Ans commence en effet peu après en 1337.

## Affirmation de l’autorité comtale dans le Forez
Sous son autorité, le pouvoir comtal s’affirme avec le soutien d’une bourgeoisie locale en plein essor grâce à l'urbanisation des villes du Forez. Lorsqu’il est présent dans son fief, il vit la plupart du temps au château de Sury-le-Comtal qui était alors le centre du pouvoir comtal du Forez au XIIIe siècle, ou alors dans sa demeure à Montbrison, où il établit une cour pour ses vassaux sur l'actuel emplacement du quartier du Parc-des-comtes-de-Forez. Montbrison s'impose à cette époque comme une capitale régionale. 
Administrateur et réformateur actif, il accorde entre autres en 1308 une charte à Montbrison pour organiser une foire. En 1317, il crée aussi une chambre des comptes pour le Forez à Montbrison sur l'emplacement actuel de la Diana, dans un bâtiment sur deux étages dans la rue Moingt. Près de 150 à 200 personnes y travaillent, sous la conduite du trésorier et des prévôts. C'est une des premières administrations centrales pour le Forez.
Habile, il agrandit particulièrement son domaine comtal, mais doit néanmoins composer avec les équilibres politiques locaux. Il doit en effet régulièrement s’occuper de conflits avec le rival de toujours, l’archevêque de Lyon, et aussi surveiller un influent et remuant vassal, le baron et seigneur du château de Couzan. En 1308, une émeute éclate chez les notables à Montbrison contre la perception d'impôts par les commissaires royaux. En effet, la place croissante de l'État central dans le domaine fiscal du comté est parfois mal perçue.

## Mariages et descendance[9]
Premières noces : Alix de La Tour-du-Pin (1280-1309), sa cousine, issue de la famille des Dauphins du Viennois (mariage à Montbrison en 1296), fille d'Humbert Ier de Viennois (La-Tour-du-Pin) et d'Anne de Bourgogne. Ils ont quatre enfants :
- Guigues VII son fils aîné, né vers 1299, qui épouse de Jeanne de Bourbon (1312-1402), fille de Louis Ier de Bourbon et de Marie d'Avesnes-Hainaut. Il est comte du Forez entre 1333 et 1358.
- Renaud, mort en 1371, seigneur de Malleval, Rocheblaine et Fay, qui épouse en 1324 Marguerite de Savoie, née en 1303, fille d'Isabelle de Villehardouin et de Philippe de Savoie (petite-fille de Thomas III de Piémont)[10].
- Jean de Forez, mort vers 1334, chanoine de Notre-Dame de Paris en 1323.
- Jeanne de Forez, qui épouse en 1329 Aymar Guillaume de Roussillon.

Deuxièmes noces : Eleonore de Savoie (1280-1324), fille d'Amédée V de Savoie et de Sibylle de Baugé (mariage en 1311). Descendance non connue.  
Troisièmes noces : Laure de Savoie (1275-1334), fille de Louis Ier de Vaud (donc une nièce d'Amédée V de Savoie et de Thomas III de Piémont) et de sa première femme Adeline de Lorraine, fille de Mathieu II de Lorraine (mariage après 1324). Descendance non connue.